# Деветашське плато
Деветашське плато — плато в Північній Болгарії, Середніх Передбалкан, Ловецької, Габровської і Великотирновської областей. 
Плато Деветаш поширюється на північну частину Середнього Передбалкана, між долинами річок Осам на північному заході і Росицею на південному сході. На південному заході річка Гостинка (права притока Осами) і на південь річка Магара (ліва притока Росици) відокремлює плато від  Ловчанської височини і Севлиєвської височини. На південь від села Брестово через  сідловину (440 м) з'язане з Ловчанськими висотами.  По його північному підніжжі  проходить кордон між Средньо Дунайською рівниною і Середнім Передбалканом. 
Його довжина з заходу на схід становить 28 - 30 км, а ширина — до 18 км. Його найвища точка гора Чуката (555,7 м) знаходиться на півдні, в 600 метрах на північний - схід від села Брестово. Середня його висота 400 - 500 м і нахилена на північ.  Його північно-західні і північні схили, що виходять на Осам і Дунайську рівнину, відповідно, круті, отвісні.  Плато формується з нижньої крейди,  сильно вирізане гротами, прірвами, печерами, карстовими джерелами і озерами. 
Через карсти майже немає поверхневих річок, а ті що є, протікають на північний захід до Осами і на південний схід до Росиці.  З північно-східної частини плато тече річка Ломя (права притока Осами).  Ґрунти в основному сірі ліси.  Окремі ділянки зайняті дубовими лісами, і багато з рівнинних частин займають великі рілля і пасовища. 
На плато Деветаш [Архівовано 14 лютого 2019 у Wayback Machine.] і на його периферії розташовано 14 населених пунктів, в т.ч. 1 місто та 13 сіл: 
- Ловецька область

- Громада Ловеч - Брестово, Гостиня, Деветаки, Йоглав, Смочан, Тепава;
- Громада Летниця - Горсько-Сливове, Крушуна, Карпачево, Чавдарці;

- Габровська область

- Громада Севлиєво - Агатово, Крамолин;

- Великотирновська область

- Громада Сухиндол  - Коевці, Сухиндол.

У південно - східній частині плато пролігає траса (23,5 км) від села Малкий Виршець до міста Сухиндол третього класу № 403 дорожньої  державної мережі Севлієво - Сухиндол - Павликени. 
Ділянка автомагістралі "Хемус" має бути побудована за проектом на північному передгір'ї плато. 
На Деветашському плато є деякі з найбільших печерних комплексів в Болгарії. Вони характеризується високим біорізноманіттям. Входять до Національної екологічної мережі Natura 2000.  Туристичне місце з зростаючою популярністю.  Окрім численних печер на Деветашському плато [Архівовано 20 вересня 2020 у Wayback Machine.], район надзвичайно багатий на природу, відвідувачі можуть познайомитися з багатою культурою і побутом  місцевого населення, вивчити багато культурних, історичних і природних пам'яток. 
Найбільш популярними туристичними напрямками на Деветашському плато, що відвідуються щорічно тисячами туристів, є: 
Крушунськи водоспади [Архівовано 20 вересня 2020 у Wayback Machine.] — чудова водяна феєрія, що відкриває унікальність природи, утворюючи єдиний в країні травертиновий каскад.  
Численні печери і прірви в цьому районі.  Не всі з них досліджуються і пристосовані для  туризму, більшість з них в основному цікавить спелеологів.  Найвідомішою є печера Деветашка.  У середньовіччі тут мешали люди.  Сьогодні вона є однією з трьох найбільших в Європі. Крім печери Деветашки на північно-західній і північній периферії плато розташовані печери Кадена дупка, Калева, Руєва, Гурлева, Водната, Чавдарська, Маарата та інші. 
Влітку 1982 року фахівці декількох інститутів Болгарської академії наук спільно з 30 учнями математичної гімназії "Гео Милев" із Плевена провели комплексну експедицію по виченю флори та фауни на плато. Зібрана інформація  про 64 видів птахів, в їх числі змієїд (Cicaetus gallicus), чорний шуліка (Milvus перелітних), підсоколик великий (Falco Subbuteo), пугач звичайний (Bubo Bubo) та інші.   На кістовим залишкам  у Горницької печери  палеозоологом проф.  Златозаром Боевим   визначені  -  куріпка сіра (Perdix Perdix), фазан звичайний (Phasianus colchicus), звичайний шпак (Strurnus вульгарного), галка (Corvus monedula) і домашня курка (Gallus Gallus ф. Domestica).  У Брашлянській печері він знайшов  залишки снігура (Pyrrhula Pyrrhula) і звичайного шпака.  Всі знахідки датуються широко з самого кінця плейстоцену - пізнього голоцену.

## Топографічна карта
- Аркуш карти K-35-26. Масштаб: 1 : 100 000.
- Аркуш карти K-35-27. Масштаб: 1 : 100 000.